# Lỗ tiểu
Lỗ tiểu hay còn gọi là lỗ ngoài niệu đạo ở người là lỗ mở của niệu đạo, nơi thảy nước tiểu ra bên ngoài cơ thể của cả nam và nữ. Ngoài ra, đây là lỗ thảy tinh dịch ra ngoài của nam giới. Bộ phận này có mức độ nhạy cảm cao khi chạm vào. Vị trí lỗ tiểu nằm trên quy đầu dương vật ở nam và tiền đình âm hộ ở nữ.
Hẹp lỗ tiểu ở nam giới là một biến chứng muộn của việc cắt bao quy đầu, xảy ra ở khoảng 10–20 phần trăm trẻ em trai sơ sinh đã cắt bao quy đầu sau khi bao quy đầu mất đi lớp bảo vệ.